# Torneo WTA de Tenerife
El Tenerife Ladies Open es un torneo profesional de tenis del que solamente se disputó la edición de 2021, en Guía de Isora, Santa Cruz de Tenerife, España.

## Palmarés

### Individual
| Año  | Campeona | Finalista           | Resultado |
| ---- | -------- | ------------------- | --------- |
| 2021 | Ann Li   | María Camila Osorio | 6-1, 6-4  |

### Dobles
| Año  | Campeonas                  | Finalistas                      | Resultado |
| ---- | -------------------------- | ------------------------------- | --------- |
| 2021 | Ulrikke Eikeri Ellen Perez | Lyudmyla Kichenok Marta Kostyuk | 6-3, 6-3  |